# Australian Secret Intelligence Service

Der Australian Secret Intelligence Service (ASIS; deutsch australischer Geheimdienst) ist ein australischer Nachrichtendienst ähnlich dem britischen Secret Intelligence Service oder der US-amerikanischen Central Intelligence Agency. Seine Rolle ist allerdings bedeutend enger gefasst.
Dem Dienst ist es per Gesetz verboten, paramilitärische Operationen durchzuführen. Es gibt auch keine Berichte über solche Aktivitäten nach einer spektakulär fehlgeschlagenen Trainingsmission im Sheraton Hotel in Melbourne am 30. November 1983. Dabei wurden auszubildende australische Agenten von der Polizei verhaftet und einer langen Liste von Vergehen beschuldigt.
ASIS ist die externe australische Informationsbeschaffungsbehörde. Sie ist ein Teil des Federal Department of Foreign Affairs and Trade (in etwa das Außen- und Außenhandelsministerium). Nahezu alle Angestellten von ASIS sind außerhalb von Australien im Einsatz, da die Behörde hauptsächlich Informationen sammelt. ASIS wertet die Daten nicht selbst aus, sondern gibt sie an andere Behörden (ASIO, DSD, Office of National Assessment) zur Analyse weiter.
Die australische Regierung hat überhaupt erst in den letzten Jahren auch nur die Existenz dieser streng geheimen Organisation zugegeben. Eine 2004 durch den ASIS durchgeführte Abhöraktion führte zum Australisch-osttimoresischen Spionageskandal.

## Director-General of the Australian Secret Intelligence Service
- 1952–1957: Alfred Deakin Brookes
- 1957–1960: Ralph Harry
- 1960–1968: Walter Joseph Cawthorn
- 1968–1975: Bill Robertson
- 1975–1981: Ian Kennison
- 1981–1983: John Ryan
- 1984–1992: Jim Furner
- 1992–1998: Rex Stevenson
- 1998–2003: Allan Taylor
- 2003–2009: David Irvine
- 2009–2017: Nick Warner
- 2017–2023: Paul Symmons